# جوليات المير سعادة
جولييت المير سعادة (1909- 1976)، هي زوجة انطون سعادة زعيم ومؤسس الحزب السوري القومي الاجتماعي، كانت جولييت المير منتمية في الحزب السوري القومي الاجتماعي.

## حياتها
تنتمي جولييت إلى عائلة طرابلسيّة، هاجرت مع عائلتها في العاشرة من عمرها إلى الأرجنتين . تزوجت بأنطون سعادة سنة 1941 ورزقا بثلاث بنات "صفية" و "اليسار" و "راغدة".
توفيت سنة 1976 بسبب مرض السرطان.